# Антифашистичка већа и скупштине у Југославији
Антифашистичка већа и скупштине у Југославији биле су представничка и политичка тела формирана на општејугословенском нивоу и нивоу будућих федералних јединица Југославије (укључујући и једно време Санџак). Главни задатак антифашистичких већа и скупштина био је координисање и усмеравање рада Народноослободилачких одбора на својој територији, као и доношење одлука и мера значајних за развој Народноослободилачке борбе.
Прве идеје за стварање представничких тела, која би координисале политички рад на ослобођеној територији, јавила су се у јесен 1941. током постојања Ужичке републике, када је 17. новембра 1941. у Ужицу формиран Главни народноослободилачки одбор за Србију, али је његов рад омела Прва непријатељска офанзива. Развојем Народноослободилачке борбе, у јесен 1942. током постојања Бихаћке републике, стекли су се услови за формирање Антифашистичког већа народног ослобођења Југославије (АВНОЈ), који је настао на његовом Првом заседању у Бихаћу, 26. и 27. новембра 1942. године.
Током 1943. стекли су се услови за формирање земаљских већа у Хрватској, Босни и Херцеговини, Црној Гори и Санџаку. Најпре је јуна 1943. формирано Земаљско антифашистичко вијеће народног ослобођења Хрватске (ЗАВНОХ), а потом у новембру 1943. Земаљско антифашистичко вијеће народног ослобођења Црне Горе и Боке (ЗАВНОЦГБ), Земаљско антифашистичко веће народног ослобођења Санџака (ЗАВНОС) и Земаљско антифашистичко вијеће народног ослобођења Босне и Херцеговине (ЗАВНОБиХ). Како је у Словенији, деловао Ослободилачки фронт Словеније (ОФ), он је октобра 1943. на збору у Кочевју формирао Словеначки народноослободилачки одбор (СНОО), који је на заседању фебруара 1944. преименован у Словеначко народноослободилачко веће (СНОВ).
Даљим развојем Народноослободилачке борбе, у лето и јесен 1944. стекли су се услови за формирање антифашистичких скупштина у Македонији и Србији. Августа 1944. на заседању у манастиру Прохор Пчињски формирано је Антифашистичко собрање народног ослобођења Македоније (АСНОМ), а након ослобођења већег дела Србије, новембра 1944. у Београду је формирана Антифашистичка скупштина народног ослобођења Србије (АСНОС).
Током 1944. одржана су заседања свих антифашистичких већа и скупштина на којима је разматран и одборен рад њихових делегација на Другом заседању АВНОЈ, одржаном 29. и 30. новембра 1943. у Јајцу, као и прихваћене све одлуке донете на овом заседању, којима су начелно решена основна питања положаја југословенских народа у новој Југославији и ударени темељи државности свих њених федералних јединица и конституисана Нова Југославија. Након ослобођења земље, 1945. АВНОЈ је прерастао у Привремену народну скупштину Демократске Федеративне Југославије (ДФЈ), док су земаљска антифашистичка већа и скупштине прерасле у народне скупштине будућих федералних јединица Федеративне Народне Републике Југославије (ФНРЈ), која је формирана 29. новембра 1945. године.

## Преглед антифашистичких већа и скупштина
| бр | назив                                                                  | скраћеница | датум настанка     | датум престанка     | трајање            | број заседања | наследник                             |
| -- | ---------------------------------------------------------------------- | ---------- | ------------------ | ------------------- | ------------------ | ------------- | ------------------------------------- |
| 1. | Антифашистичко веће народног ослобођења Југославије                    | АВНОЈ      | 26. новембар 1942. | 10. август 1945.    | 2 године, 257 дана | 3             | Привремена народна скупштина ДФЈ      |
| 2. | Земаљско антифашистичко вијеће народног ослобођења Хрватске            | ЗАВНОХ     | 13. јун 1943.      | 25. јул 1945.       | 2 године, 42 дана  | 4             | Народни сабор Хрватске                |
| 3. | Словеначки народноослободилачки одбор                                  | СНОО       | 1. октобар 1943.   | 10. септембар 1946. | 2 године, 344 дана | 2             | Народна скупштина Словеније           |
| 3. | Словеначко народноослободилачко веће                                   | СНОВ       | 1. октобар 1943.   | 10. септембар 1946. | 2 године, 344 дана | 2             | Народна скупштина Словеније           |
| 5. | Земаљско антифашистичко вијеће народног ослобођења Црне Горе и Боке    | ЗАВНОЦГБ   | 15. новембар 1943. | 17. април 1945.     | 1 година, 153 дана | 4             | Народна скупштина Црне Горе           |
| 5. | Црногорска антифашистичка скупштина народног ослобођења                | ЦАСНО      | 15. новембар 1943. | 17. април 1945.     | 1 година, 153 дана | 4             | Народна скупштина Црне Горе           |
| 5. | Земаљско антифашистичко веће народног ослобођења Санџака               | ЗАВНОС     | 20. новембар 1943. | 29. март 1945.      | 1 година, 129 дана | 2             | распуштено                            |
| 6. | Земаљско антифашистичко вијеће народног ослобођења Босне и Херцеговине | ЗАВНОБиХ   | 25. новембар 1943. | 28. април 1945.     | 1 година, 154 дана | 3             | Народна скупштина Босне и Херцеговине |
| 7. | Антифашистичко собрање народног ослобођења Македоније                  | АСНОМ      | 2. август 1944.    | 16. април 1945.     | 257 дана           | 3             | Народно собрање Македоније            |
| 8. | Антифашистичка скупштина народног ослобођења Србије                    | АСНОС      | 9. новембар 1944.  | 9. април 1945.      | 151 дан            | 2             | Народна скупштина Србије              |

## Мапа
| Преглед места у којима су одржана заседања АВНОЈ-а и земаљских антифашистичких већа | Преглед места у којима су одржана заседања АВНОЈ-а и земаљских антифашистичких већа |
| --- | ----------------------------------------------------------------------------------- |
| Прво заседање АВНОЈ-а, Бихаћ 26—27.11.1942Друго заседање АВНОЈ-а, Јајце 29—30.11.1943Треће заседање АВНОЈ-а, Београд 7—10.8.1945Главни НОО за Србију, Ужице 17—29.11.1941Заседање АСНО Србије, Београд 9—12.11.1944. и 7—9.4.1945Прво заседање АСНО Македоније, манастир Прохор Пчињски 2.8.1944Друго и Треће заседање АСНО Македоније, Скопље 28—30.11.1944. и 14—16.4.1945Прво заседање ЗАВНО Хрватске, Оточац 13—14.6.1943Друго заседање ЗАВНО Хрватске, Оточац 12—15.10.1943Треће заседање ЗАВНО Хрватске, Топуско 8—9.5.1944Четврто заседање ЗАВНО Хрватске, Загреб 24—25.7.1945Прво заседање ЗАВНО БиХ, Мркоњић Град 25—26.11.1943Друго заседање ЗАВНО БиХ, Сански Мост 30.6—2.7.1944Треће заседање ЗАВНО БиХ, Сарајево 26.4.1945Острошка скупштина, Острог 8—9.2.1942Прво, Друго и Треће заседање ЗАВНО Црне Горе и Боке, Колашин 15—16.11.1943; 16. фебруар 1944. и 13—15.7.1944Четврто заседање ЦАСНО, Цетиње 15—17.4.1945Прво заседање ЗАВНОС, Пљевља 20.11.1943Прво заседање ЗАВНОС, Нови Пазар 25—29.3.1945Кочевски збор, Кочевје 1—3.10.1943Прво заседање СНОО, Чрномељ 19.2.1944Друго заседање СНОВ, Љубљана 9—10.10.1946 |                                                                                     |
| — заседања АВНОЈ | — заседања АСНО Србије                                                              |
| — заседања АСНО Македоније | — заседања ЗАВНО Хрватске                                                           |
| — заседања ЗАВНО БиХ | — заседања ЗАВНО Црне Горе                                                          |
| — заседања ЗАВНО Санџака | — заседања Словеначког НОВ                                                          |